# Неттельбладт, Ловиса Матильда
Ловиса Матильда Неттельбладт (швед. Lovisa Mathilda Nettelbladt; 1814, Стокгольм — 1867, там же) — шведская писательница и путешественница, автор путевых заметок.

## Биография и творчество
Ловиса Матильда Неттельбладт родилась в 1814 году в Стокгольме. Её родителями были Фредрик Неттельбладт, торговец и судовладелец, и Каролина Элисабет Шарлотта Лохнер. Замужем Ловиса Матильда не была и после смерти отца оказалась в стеснённых обстоятельствах.
В 1842 году она опубликовала роман в письмах «Mathildas bekännelser eller Petreas första roman». В 1848 году он был переведён на немецкий язык.
В 1850 году, когда умер отец, Ловиса Матильда вместе со своей подругой Хедвиг Элеонорой Хаммаршёльд отправилась в Соединённые Штаты Америки, где провела шесть лет (преимущественно в Северной и Южной Каролине). Она зарабатывала на жизнь вышивкой и изготовлением цветов и украшений из воска и перьев. В 1860 году вышла её книга путевых заметок, озаглавленная «En svenska i Amerika. Erfarenhet och hugkomst ifrån de Förenta Staterna». Подробно, с указанием дат, Ловиса Матильда Неттельбладт описывает своё посещение различных городов и описывает впечатления от встреч с американцами. Во вступительной части она также пишет о тяжёлых условиях, в которых живут эмигранты из Скандинавии. Кроме того, она неоднократно отмечает дружелюбие и гостеприимство американцев, и задаётся вопросом, встретила ли бы одинокая, самостоятельно путешествующая женщина такой же радушный приём в Швеции, как она в Америке.
Ещё одна краеугольная тема заметок Ловисы Матильды Неттельбладт — тема рабства. Её отношение к этой проблеме двойственно. С одной стороны, она категорически осуждает все виды рабства и угнетения и описывает свой ужас при виде жестокого обращения хозяев с рабами. С другой стороны, писательница отмечает, что видела вполне довольных жизнью рабов, с которыми их хозяева обращаются достойным образом, и сравнивает их существование с условиями жизни бедняков в Швеции.
Ловиса Матильда Неттельбладт умерла в 1867 году в Стокгольме. Её книга о путешествии в Америку представляет собой одно из первых в Швеции произведений в жанре путевых заметок, написанных женщиной.